# Maguey Sur
Maguey Sur är en ort i Mexiko.   Den ligger i kommunen San Felipe och delstaten Guanajuato, i den centrala delen av landet, 300 km nordväst om huvudstaden Mexico City. Maguey Sur ligger 2 114 meter över havet och antalet invånare är 213.
Terrängen runt Maguey Sur är platt åt sydost, men åt nordväst är den kuperad. Runt Maguey Sur är det ganska glesbefolkat, med 31 invånare per kvadratkilometer. Närmaste större samhälle är San Felipe, 9,4 km norr om Maguey Sur. Trakten runt Maguey Sur består i huvudsak av gräsmarker.